# David Neres
David Neres Campos (San Paolo, 3 marzo 1997) è un calciatore brasiliano, attaccante del Napoli. Con la nazionale brasiliana è diventato campione del Sud America nel 2019.

## Caratteristiche tecniche
È un'ala destra capace di giocare anche sulla fascia opposta, oltre che sulla trequarti. Dispone di grande rapidità, caratteristica che gli consente di essere pericoloso soprattutto nell'uno contro uno.

## Carriera

### Club

#### Gli inizi
Cresciuto nelle giovanili del San Paolo, esordisce in prima squadra il 18 ottobre 2016, nel match vinto per 2-1 contro il Fluminense.

#### Ajax

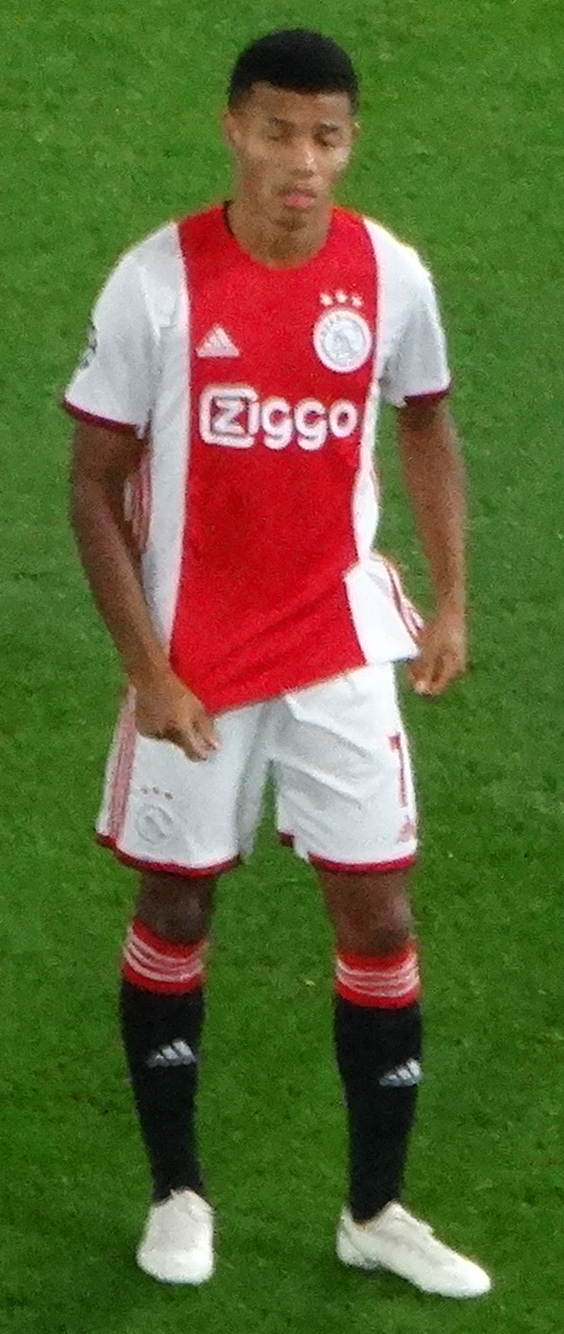
Neres nel 2019 con la maglia dell'Ajax

Nel mercato invernale del 2017 viene acquistato dall'Ajax per 12 milioni di euro. Il 26 febbraio seguente fa il suo debutto contro l'Heracles Almelo, sconfitto per 4-1 dal club di Amsterdam.
Nella stagione 2018-2019 è uno dei protagonisti della cavalcata dell'Ajax fino alla semifinale di Champions League. In particolare, realizza un gol al ritorno degli ottavi di finale contro il Real Madrid, contribuendo alla vittoria per 4-1 e al passaggio del turno dei Lancieri. Dopodiché si ripete nei quarti di finale d'andata contro la Juventus, realizzando il gol del pareggio degli olandesi (1-1). Non gioca poi, a causa d'un infortunio muscolare nel pre-partita, la sfortunata semifinale di ritorno, che vede il club di Amsterdam sconfitto in rimonta per 2-3 dal Tottenham ed eliminato, nonostante il successo per 0-1 dell'andata, a causa della regola del gol in trasferta. A fine stagione, l'Ajax vincerà comunque la Coppa dei Paesi Bassi e il campionato.
Superate le 100 presenze in Eredivisie, nella stagione 2020-2021 si mette in mostra nella vittoria della KNVB beker, segnando la rete decisiva contro il Vitesse in finale (2-1).
In cinque anni con la maglia dei Lancieri, mette insieme 180 presenze e 47 gol, vincendo cinque trofei (due campionati, due Coppe dei Paesi Bassi e una Supercoppa dei Paesi Bassi).

#### Shakhtar e Benfica
Il 14 gennaio 2022 viene acquistato per 18 milioni di euro dallo Šachtar. Tuttavia, a causa dello scoppio della guerra in Ucraina, non riesce mai a scendere in campo e, il 20 giugno dello stesso anno, viene ceduto al Benfica per 15,3 milioni di euro, cifra che la squadra di Donec'k doveva ancora ai portoghesi per l'acquisto di Pedrinho.
In due stagioni tra le file degli Encarnados disputa 83 gare complessive, realizzando 17 reti e conquistando un campionato portoghese e una Supercoppa di Portogallo.

#### Napoli
Il 21 agosto 2024 viene ingaggiato a titolo definitivo dal Napoli, in Serie A, per 28 milioni di euro più 2 milioni di bonus. Esordisce con i partenopei quattro giorni dopo, entrando all'88º minuto della partita contro il Bologna, in sostituzione di Matteo Politano, e fornendo subito l'assist a Giovanni Simeone per il gol del definitivo 3-0. Il 26 settembre segna la sua prima rete in maglia azzurra, nella gara dei sedicesimi di Coppa Italia contro il Palermo, firmando il quarto gol del 5-0 finale. La sua prima marcatura in campionato arriva invece il 4 ottobre, in occasione del match casalingo contro il Como, dove sigla il 3-1 finale a favore dei partenopei. Il 23 maggio 2025, grazie al successo casalingo contro il Cagliari (2-0), valido per l'ultima giornata di Serie A, si aggiudica il primo scudetto della sua carriera, il quarto nella storia dei partenopei. Conclude la sua prima stagione in maglia azzurra con 30 presenze complessive e 3 reti. 

### Nazionale
Dopo aver raccolto nove presenze con la nazionale Under-20, in occasione del campionato sudamericano di categoria del 2017, debutta con la Seleção nel 2019, nell'amichevole del 26 marzo vinta per 3-1 contro la Rep. Ceca. Nell'estate dello stesso anno, prende parte alla Copa América, tenutasi proprio in Brasile. Il 9 giugno, in occasione dell'ultima amichevole disputata dalla selezione verdeoro prima della manifestazione, segna la sua prima rete in nazionale maggiore, nel 7-0 contro l'Honduras. Durante la competizione, Neres gioca da titolare le prime due partite del girone, contro Bolivia e Venezuela, laureandosi poi campione al termine del torneo.

## Statistiche

### Presenze e reti nei club
Statistiche aggiornate al 1º luglio 2025.
| Stagione         | Squadra          | Campionato       | Campionato | Campionato | Coppe nazionali | Coppe nazionali | Coppe nazionali | Coppe continentali | Coppe continentali | Coppe continentali | Altre coppe | Altre coppe | Altre coppe | Totale | Totale |
| Stagione         | Squadra          | Comp             | Pres       | Reti       | Comp            | Pres            | Reti            | Comp               | Pres               | Reti               | Comp        | Pres        | Reti        | Pres   | Reti   |
| ---------------- | ---------------- | ---------------- | ---------- | ---------- | --------------- | --------------- | --------------- | ------------------ | ------------------ | ------------------ | ----------- | ----------- | ----------- | ------ | ------ |
| 2016-gen. 2017   | San Paolo        | A                | 8          | 3          | CDB+CP          | 0+3             | 0               | -                  | -                  | -                  | -           | -           | -           | 11     | 3      |
| gen.-giu. 2017   | Jong Ajax        | EE               | 4          | 2          | -               | -               | -               | -                  | -                  | -                  | -           | -           | -           | 4      | 2      |
| 2017-2018        | Jong Ajax        | EE               | 1          | 1          | -               | -               | -               | -                  | -                  | -                  | -           | -           | -           | 1      | 1      |
| Totale Jong Ajax | Totale Jong Ajax | Totale Jong Ajax | 5          | 3          |                 | -               | -               |                    | -                  | -                  |             | -           | -           | 5      | 3      |
| gen.-giu. 2017   | Ajax             | ED               | 8          | 3          | CO              | 0               | 0               | UEL                | 4                  | 0                  | -           | -           | -           | 12     | 3      |
| 2017-2018        | Ajax             | ED               | 32         | 14         | CO              | 2               | 0               | UCL+UEL            | 2+1                | 0                  | -           | -           | -           | 37     | 14     |
| 2018-2019        | Ajax             | ED               | 29         | 8          | CO              | 6               | 1               | UCL                | 15                 | 3                  | -           | -           | -           | 50     | 12     |
| 2019-2020        | Ajax             | ED               | 12         | 6          | CO              | 0               | 0               | UCL                | 8                  | 0                  | -           | -           | -           | 20     | 6      |
| 2020-2021        | Ajax             | ED               | 25         | 3          | CO              | 4               | 2               | UCL+UEL            | 4+6                | 1+2                | -           | -           | -           | 39     | 8      |
| 2021-gen. 2022   | Ajax             | ED               | 15         | 3          | CO              | 1               | 0               | UCL                | 5                  | 1                  | SO          | 1           | 0           | 22     | 4      |
| Totale Ajax      | Totale Ajax      | Totale Ajax      | 121        | 37         |                 | 13              | 3               |                    | 45                 | 7                  |             | 1           | 0           | 180    | 47     |
| gen.-giu. 2022   | Šachtar          | PL               | 0          | 0          | KU              | 0               | 0               | UCL                | -                  | -                  | SU          | -           | -           | 0      | 0      |
| 2022-2023        | Benfica          | PL               | 31         | 6          | CP+CdL          | 3+2             | 1+1             | UCL                | 12                 | 4                  | -           | -           | -           | 48     | 12     |
| 2023-2024        | Benfica          | PL               | 24         | 5          | CP+CdL          | 2+0             | 0+0             | UCL+UEL            | 3+6                | 0+0                | SP          | 0           | 0           | 35     | 5      |
| Totale Benfica   | Totale Benfica   | Totale Benfica   | 55         | 11         |                 | 7               | 2               |                    | 21                 | 4                  |             | 0           | 0           | 83     | 17     |
| 2024-2025        | Napoli           | A                | 28         | 2          | CI              | 2               | 1               | -                  | -                  | -                  | -           | -           | -           | 30     | 3      |
| 2025-2026        | Napoli           | A                | -          | -          | CI              | -               | -               | UCL                | -                  | -                  | SI          | -           | -           | -      | -      |
| Totale Napoli    | Totale Napoli    | Totale Napoli    | 28         | 2          |                 | 2               | 1               |                    | -                  | -                  |             | -           | -           | 30     | 3      |
| Totale carriera  | Totale carriera  | Totale carriera  | 217        | 56         |                 | 25              | 6               |                    | 66                 | 11                 |             | 1           | 0           | 309    | 73     |

### Cronologia presenze e reti in nazionale
| Cronologia completa delle presenze e delle reti in nazionale ― Brasile | Cronologia completa delle presenze e delle reti in nazionale ― Brasile | Cronologia completa delle presenze e delle reti in nazionale ― Brasile | Cronologia completa delle presenze e delle reti in nazionale ― Brasile | Cronologia completa delle presenze e delle reti in nazionale ― Brasile | Cronologia completa delle presenze e delle reti in nazionale ― Brasile | Cronologia completa delle presenze e delle reti in nazionale ― Brasile | Cronologia completa delle presenze e delle reti in nazionale ― Brasile |
| Data                                                                   | Città                                                                  | In casa                                                                | Risultato                                                              | Ospiti                                                                 | Competizione                                                           | Reti                                                                   | Note                                                                   |
| ---------------------------------------------------------------------- | ---------------------------------------------------------------------- | ---------------------------------------------------------------------- | ---------------------------------------------------------------------- | ---------------------------------------------------------------------- | ---------------------------------------------------------------------- | ---------------------------------------------------------------------- | ---------------------------------------------------------------------- |
| 26-3-2019                                                              | Praga                                                                  | Rep. Ceca                                                              | 1 – 3                                                                  | Brasile                                                                | Amichevole                                                             | -                                                                      | 67’                                                                    |
| 6-6-2019                                                               | Brasilia                                                               | Brasile                                                                | 2 – 0                                                                  | Qatar                                                                  | Amichevole                                                             | -                                                                      | 63’                                                                    |
| 9-6-2019                                                               | Porto Alegre                                                           | Brasile                                                                | 7 – 0                                                                  | Honduras                                                               | Amichevole                                                             | 1                                                                      |                                                                        |
| 14-6-2019                                                              | San Paolo                                                              | Brasile                                                                | 3 – 0                                                                  | Bolivia                                                                | Coppa America 2019 - 1º turno                                          | -                                                                      | 84’                                                                    |
| 18-6-2019                                                              | Salvador                                                               | Brasile                                                                | 0 – 0                                                                  | Venezuela                                                              | Coppa America 2019 - 1º turno                                          | -                                                                      | 72’                                                                    |
| 7-9-2019                                                               | Miami Gardens                                                          | Brasile                                                                | 2 – 2                                                                  | Colombia                                                               | Amichevole                                                             | -                                                                      | 84’                                                                    |
| 10-9-2019                                                              | Los Angeles                                                            | Brasile                                                                | 0 – 1                                                                  | Perù                                                                   | Amichevole                                                             | -                                                                      | 64’                                                                    |
| 17-10-2023                                                             | Montevideo                                                             | Uruguay                                                                | 2 – 0                                                                  | Brasile                                                                | Qual. Mondiali 2026                                                    | -                                                                      | 73’                                                                    |
| Totale                                                                 |                                                                        | Presenze                                                               | 8                                                                      |                                                                        | Reti                                                                   | 1                                                                      |                                                                        |

## Palmarès

### Club

#### Competizioni nazionali
- Coppa dei Paesi Bassi: 2

Ajax: 2018-2019, 2020-2021
- Campionato olandese: 2

Ajax: 2018-2019, 2020-2021
- Supercoppa dei Paesi Bassi: 1

Ajax: 2019
- Campionato portoghese: 1

Benfica: 2022-2023
- Supercoppa di Portogallo: 1

Benfica: 2023
- Campionato italiano: 1

Napoli: 2024-2025

### Nazionale
- Coppa America: 1

Brasile 2019